# Иван Милушев
Иван Ангелов Милушев е български революционер, деец на Вътрешната македонска революционна организация (обединена).

## Биография
Иван Ангелов е роден в 1893 година в драмското село Калапот, което тогава е в Османската империя. При избухването на Балканската война в 1912 година Иван Ангелов е доброволец в Македоно-одринското опълчение на Българската армия и се сражава в 3 рота на 14 воденска дружина. След като Калапот попада в Гърция след Междусъюзническата война в 1913 година Милушев се установява в Неврокоп, където попада под влияние на леви идеи. Противопоставя се на доминацията на ВМРО в Неврокопско. След създаването на ВМРО (обединена) през есента на 1925 година, става неин член.
През 1932 година е отвлечен от дейци на михайловисткото крило на ВМРО и убит край Места.